# 1893年4月16日日食
1893年4月16日日食为一次在协调世界时1893年4月16日出現的日全食。該次日食食分為1.0556，食甚維持4分47秒。

## 概述
這次日食的食分是1.0556，全食維持4分47秒。

## 基本參數
- 類型：日全食
- 食甚資料：
  - 日期：1893年4月16日
  - 時間：14時36分11秒
  - 地點：1N 35W
  - 食分：1.0556
  - 日全食持續時間：4分47秒

## 外部連結
- NASA日食專頁（页面存档备份，存于）（英文）